# Józef Świdnicki
Józef Świdnicki (ur. 25 grudnia 1936 w Pieńkówce na Ukrainie) – polski ksiądz katolicki działający na terenie Związku Radzieckiego, więzień łagrów w latach 1984-1987.
Jego matka pracowała w sowchozie, ojciec zmarł podczas klęski głodu w 1947. Świdnicki, który musiał pracować w sowchozie jako pastuch bydła rozpoczął naukę dopiero w 13 roku życia. Mając dwadzieścia kilka lat wystąpił do władz o zgodę na wstąpienie do seminarium duchownego, co też zrobił. Po trzech miesiącach wskutek decyzji odmownej nauki zaprzestał. W 1967 otrzymał paszport i odwiedził po raz pierwszy Polskę, gdzie spotkał się m.in. z kardynałem Stefanem Wyszyńskim, który udzielił zgody na kontynuowanie dalszej nauki w konspiracji oraz dopuszczenie do święceń. Ponieważ Świdnicki nie otrzymał ponownie paszportu, święceń kapłańskich (11 września 1971) udzielił mu na Litwie internowany tam biskup Wincenty Słodkowiczus. Od tego czasu pracował na Ukrainie i w Kazachstanie. Nie mając pozwolenia od władz radzieckich na działalność duszpasterską często zmieniał miejsce pobytu.
W 1984 został aresztowany za kolportowanie orędzia fatimskiego, które m.in. głosiło upadek komunizmu w Rosji. Wyrok otrzymał stosunkowo niski z racji na schyłkowy okres ZSRR i zbliżanie się pierestrojki. Skazany został na trzy lata łagrów, a zwolniono go w 1987 po dwóch i pół latach na skutek interwencji Amnesty International. Po uwolnieniu działał na terenie Azji Środkowej i Syberii organizując tamtejsze struktury Kościoła, inicjując też budowę kilkunastu świątyń. W 2008 przebywał na emeryturze w Murafie.
Historię życia i działalności Józefa Świdnickiego opublikował w formie wywiadu-rzeki ks. Jan Pałyga.